# A Fish out of Water
"A Fish out of Water" (em português, "Um Peixe Fora d'Água") é o décimo episódio da terceira temporada de Uma Família da Pesada, exibido pela primeira vez em 19 de setembro de 2001. Apresenta como convidados Michael Chiklis, Ralph Garman, Alfonso Ribeiro Brian Doyle-Murray como Salty e Lisa Wilhoit como Connie D'Amico. É classificado em TV-14 D. Este é o primeiro episódio da série a ser exibido após os ataques de 11 de setembro. Seth MacFarlane estaria no avião que atingiu e demoliu a Torre Norte do World Trade Center.

## Enredo
Depois de ficar desempregado por duas semanas, Peter fica muito obeso. Em uma "caminhada" no estaleiro, ele é confundido por Tom Tucker com Mercúrio, quando seu filho Jake lhe pergunta o que é "aquilo," assim, resolve perder peso e opta pela profissão de pescador. Ele perde peso sem nenhuma explicação. Joe leva Peter até um leilão de propriedades apreendidas pela polícia, onde compra um barco por $50.000. Ele nomeia-o de "S.S. mais poderoso do que Superman, Batman, Homem-Aranha e O Incrível Hulk juntos."
Para pagar a embarcação, Peter pega um empréstimo, dando sua casa como garantia. O banco fica certo de que Peter irá deixar a dívida e imediatamente, vende a casa para outra família, além de reaver a mobília antes do prazo de pagamento, por isso, os Griffins precisam compartilhar a casa redecorada com a outra família. Agora, Peter precisa pagar $50.000 antes da data de vencimento. A nova profissão dele não é bem sucedida, e um outro pescador engana-o ao dizer que existe um bom local para pegar peixes a 42 graus norte, 71 graus oeste (onde se localiza a West Bridgewater, Massachusetts). Peter acaba esmagando um palhaço em um Bar mitzvá, fazendo com que ele seja mau tratado pelos outros pescadores.
Rejeitando a ideia de Quagmire de se prostituir para mulheres gordas para adquirir caixa rápido, Peter decide capturar o lendário peixe assassino, Daggermouth, para ter uma recompensa de $50.000. Seamus avisa Peter sobre os perigos, mas ele decide continuar.
Enquanto isso, Lois e Meg vão em uma festa durante a semana do saco cheio, e Lois combina mais com a multidão do que Meg. Em um momento de exuberância, Meg mostra seus seios, mas rapidamente ela e a mãe são expulsas. Elas escapam do carro de polícia e retornam para casa quando um carro cheio de pessoas da festa ficam ao lado do veículo delas, enquanto buzinavam e gritavam. Eles não fazem isso por Lois, mas por Meg, que decide se exibir novamente.
Quagmire, Cleveland e Joe acompanham Peter em sua jornada. Eles gastam o tempo no barco bebendo cerveja e nomeando as mulheres que ficariam se não fossem casados. Joe escolhe Mariel Hemingway, Cleveland escolhe Margaret Thatcher, pois acha ela sexy, Peter escolhe "a garota de O Vingador do Futuro," e Quagmire escolhe Taylor Hanson, embora fique impressionado quando Peter e Joe revelam que Hanson é um homem.
Peter e seus amigos arrumam uma maneira de trazer o peixe até eles, até descobrirem que Daggermouth é um peixe robôtico criado para gerar uma demanda de merchandise, que está conversando com a Nickelodeon para ter uma série. Em troca do silêncio, Salty (dublado por Brian Doyle-Murray) dá $50.000. Peter imediatamente paga a dívida e compra sua mobília de volta. Depois, próximo do fim, Lois e Peter assistem Daggermouth e Boom Boom na Nickelodeon. O episódio termina com Peter dizendo "Boa noite, Lois. Boa noite, Jim e Aby" (os últimos dois membros da família).